# Трагедия в Уэйко (мини-сериал)
«Трагедия в Уэйко» (англ. Waco) — американский мини-сериал, созданный Джоном Эриком Даудлом и Дрю Даудлом. Его премьера состоялась 24 января 2018 года на телеканале Paramount Network. Шестисерийный сериал основан на реальных событиях и рассказывает об осаде «Маунт Кармел» в 1993 году — противостоянии Федерального бюро расследования и членов религиозной секты «Ветвь Давидова» на ранчо, расположенном в 14 км от города Уэйко в Техасе. Главные роли исполнили Майкл Шеннон, Тейлор Китч, Андреа Райсборо, Пол Спаркс, Рори Калкин, Ши Уигхэм, Мелисса Бенойст, Джон Легуизамо, Джулия Гарнер и Гленн Флешлер. Мини-сериал получил неоднозначные оценки критиков, которые похвалили актёрскую игру и накал страстей, но не одобрили сочувственный подход к изображению лидера секты Дэвида Коре́ша.

## Сюжет
Сериал «Трагедия в Уэйко» посвящен истории осады ранчо религиозной секты «Ветвь Давидова» в Уэйко (штат Техас), которая произошла в 1993 году и продолжалась 51 день. Противостояние между ФБР, АТО и давидианцами во главе с лидером секты Дэвидом Корешем закончилось кровавой трагедией. Сериал рассказывает о реальных событиях, приведших к такому развитию ситуации, и позволяет посмотреть на них с точек зрения участников обеих сторон конфликта.

## Актёры и персонажи

### Основной состав
- Майкл Шеннон — Гэри Неснер
- Тейлор Китч — Дэвид Коре́ш
- Андреа Райсборо — Джуди Шнайдер
- Пол Спаркс — Стив Шнайдер
- Рори Калкин — Дэвид Тибоди
- Ши Уигхэм — Митч Декер
- Мелисса Бенойст — Рэйчел Кореш
- Джон Легуизамо — Джейкоб Васкес
- Джулия Гарнер — Мишель Джонс
- Гленн Флешлер — Тони Принс

### Второстепенный состав
- Демор Барнс — Уэйн Мартин
- Дункан Джойнер — Сайрус Кореш
- Анника Маркс — Кэти Шредер
- Тейт Флетчер — Брэд Бранч
- Вивьен Лира Блэр — Серенити Джонс
- Дж. Б. Таттл — Дэйви Джонс
- Кэмрин Мангейм — Баленда Тибоди
- Дарсел Дэниэль — Шейла Мартин
- Кайен Мартин — Джейми Мартин
- Эрик Ланж — Рон Энгельман
- Майкл Хайленд — Уолтер Грейвз
- Рич Тинг — Лон Хориучи
- Кристофер Стэнли — Эдвард Уиггинс
- Энди Умбергер — Перри Джонс
- Илай Гудман — Барри Скиннер
- Райан Джейсон Кук — Дерек Ладлоу
- Кимберли Кигель — Кэтрин Маттесон
- Кимберли Бигсби — Джейден Уэнделл
- Кеннет Миллер — Майк Шредер
- Стефани Курцуба — Кэрол Неснер
- Стивен Калп — Джефф Джамар
- Дэвид Грант Райт — Джеймс Табор

## Эпизоды
| № | Название                                                     | Режиссёр        | Автор сценария              | Дата премьеры   | Зрители США (млн) |
| --- | ------------------------------------------------------------ | --------------- | --------------------------- | --------------- | ----------------- |
| 1 | «Видения и предзнаменования» «Visions and Omens»             | Джон Эрик Даудл | Джон Эрик Даудл и Дрю Даудл | 24 января 2018  | 1,107             |
| За девять месяцев до осады «Маунт Кармел» Дэвид Кореш читает членам своей секты Ветвь Давидова проповедь об обретении радости. После этого он и несколько его последователей выступают в качестве кавер-группы в баре, где Кореш знакомится с барабанщиком Дэвидом Тибоди. Джуди Шнайдер, одна из многочисленных жен Кореша, узнаёт, что беременна от него. Это приводит к серьёзному конфликту со Стивом, её официальным мужем и лучшим другом Кореша. Тем временем, Гэри Неснер, глава подразделения ФБР по кризисным переговорам, отправляется в Руби-Ридж (штат Айдахо), где ведется осада дома, в котором укрылся преступник вместе со своей семьей. Шесть месяцев спустя Конгресс США с подачи Министерства юстиции США подвергает резкой критике работу АТО по делу Руби-Ридж и даже угрожает закрыть бюро. Неснеру не нравится отчёт по Руби-Ридж, в котором говорится, что агент ФБР Митч Декер из подразделения по освобождению заложников, действовал надлежащим образом. Он считает, что Митч заслуживает расследования, а не похвалы, ведь из-за его приказа стрелять на поражение погибла невинная женщина. АТО получает информацию о том, что на ранчо «Маунт Кармел»ел регулярно поставляются партии оружия, и начинает наблюдение за территорией давидианцев.                                                              |                                                              |                 |                             |                 |                   |
| 2 | «Незнакомцы в конце улицы» «The Strangers Across the Street» | Джон Эрик Даудл | Джон Эрик Даудл и Дрю Даудл | 31 января 2018  | 0,737             |
| Агент АТО Джейкоб Васкес, которого сопровождает команда наблюдения, выдает себя за скотовода, собирающегося купить ранчо. Он заводит дружбу с Дэвидом Корешем и остальными жителями «Маунт Кармел» для того, чтобы выяснить, где они прячут оружие. Однако Стив с самого начала подозревает новых соседей в том, что они федералы. Кореш заставляет Дэвида Тибоди жениться на Мишель, чтобы избежать ненужного внимания службы по делам детей и семьи к ребёнку Мишель от Кореша. Агент ФБР Гэри Неснер планирует подать жалобу на своего коллегу, агента Митча Декера, за допущенную халатность в деле Руби-Ридж. Сомневаясь в правильности своих действий, Неснер делится переживаниями со своей женой и приходит к выводу, что и сам не безгрешен. Газета «Waco Tribune-Herald» посвящает Корешу статью с заголовком «Грешный мессия», которая приводит в ярость Рейчел, Стива и самого Кореша. После получения наводки о предстоящей облаве и раскрытия личности Васкеса Кореш приказывает ему остановить операцию, но руководство АТО пропускает просьбу Васкеса мимо ушей. Машины с оперативниками АТО направляются в «Маунт Кармел». |                                                              |                 |                             |                 |                   |
| 3 | «Операция „Шоутайм“» «Operation Showtime»                    | Джон Эрик Даудл | Сальваторе Стэбил           | 7 февраля 2018  | 0,824             |
| Агенты АТО в боевой экипировке штурмуют «Маунт Кармел» и начинают ожесточённую перестрелку с давидианцами. В попытке избежать большого количества жертв обе стороны отдают приказы о прекращении огня. Вскоре после наступления затишья раненый Дэвид Кореш звонит Рону Энгельману на далласскую радиостанцию KGBS и в прямом эфире рассказывает о полицейской облаве. ФБР перенимает у АТО командование военной операцией, и старший переговорщик Гэри Неснер выходит на связь с Корешем в надежде на мирное урегулирование конфликта. Кореш соглашается сдаться, если по национальному телевидению будет показано его послание миру. Неснер разговаривает с Джейкобом Васкесом, пытаясь выяснить, кто первым открыл огонь, АТО или давидианцы, однако Васкес утверждает, что видеосъемка штурма пропала. Перри Джонс, получивший тяжёлые ранения в перестрелке, прощается со своей дочерью Мишель и Корешем, после чего один из членов секты убивает Перри из чувства сострадания. АТО и ФБР проводят пресс-конференцию о текущем положении вещей и транслируют аудиозапись выступления Кореша, которую СМИ подвергают язвительным насмешкам. Сектанты собирают свои вещи, и агенты ФБР готовятся вывезти их с территории ранчо. Однако в день эвакуации Кореш неожиданно заявляет Неснеру, что давидианцы не выйдут.                     |                                                              |                 |                             |                 |                   |
| 4 | «О молоке и мужчинах» «Of Milk and Men»                      | Денни Гордон    | Сара Николь Джонс           | 14 февраля 2018 | 0,780             |
| После того, как первая попытка эвакуировать обитателей «Маунт Кармел» провалилась, Неснер выступает за план по безопасному выводу детей, в то время как другие агенты ФБР склоняются к применению силы, опасаясь, что Давид Кореш и его последователи совершат массовое самоубийство. Кореш заявляет членам секты, что ждет знака от Бога и что все, кто пройдет посланное испытание, будет достойны Царствия Небесного. Не закончив проповедь, он падает в обморок. Неснер и его коллега, агент ФБР Уолтер Грейвс, сосредотачивают всё внимание на Стиве Шнайдере, «звёздном» вербовщике сектантов. Уменьшение запасов еды и воды и отсутствие медицинской помощи испытывают на прочность веру и терпение давидианцев. Дэвид Тибоди по просьбе Мишель выходит во двор, чтобы похоронить тело Перри Джонса. Стив звонит Неснеру и просит молока, так как матерям нечем кормить младенцев. Неснер предлагает поместить жучок в ящик с канистрами молока, чтобы прослушивать разговоры на ранчо. В обмен на поставку молока с десяток давидианцев (в основном дети) покидают «Маунт Кармел». Кореш со своей женой и сыном записывает видеообращение, обвиняя ФБР в жестоком нападении. Мать Тибоди в телеэфире умоляет сына выйти из здания. В этот момент в помещениях отключается электричество, и Кореш с давидианцами остаются в темноте. |                                                              |                 |                             |                 |                   |
| 5 | «Оттягивая время» «Stalling for Time»                        | Денни Гордон    | Сальваторе Стэбил           | 21 февраля 2018 | 0,691             |
| Находясь в тупиковой ситуации в течение недели, Гэри Неснер и его босс Тони Принс препираются друг с другом по поводу того, как следует поступить с Дэвидом Корешем и давидианцами. Кэти Шредер, увидев на видеозаписи своего сына Дэнни, покидает территорию комплекса. Вместе с ней Кореш отсылает Брэда Бранча, уличённого в пьянстве. Еще через неделю расстроенный Неснер критикует своих коллег Принса и Декера за то, что они ради устрашения отправили танк к дому Кореша, который разгромил несколько построек. Напряжение нарастает по мере того, как члены секты проникаются безвыходностью ситуации. По телефону Неснер просит Кореша говорить с ним откровенно и признать, что в их планах не значится массовое самоубийство. Во время пресс-конференции ФБР Баленда, мама Дэвида Тибоди, от лица всех присутствующих требует разрешить родителям поговорить с их детьми. После временного затишья Декер снова отключает здание от электричества и использует ночью яркий свет и шумовые помехи, чтобы измотать давиданцев. Уэйну Мартину в конце концов удаётся завести генератор, и Кореш и Тибоди устраивают импровизированный концерт. |                                                              |                 |                             |                 |                   |
| 6 | «51-й день» «Day 51»                                         | Джон Эрик Даудл | Джон Эрик Даудл и Дрю Даудл | 28 февраля 2018 | 0,901             |
| Адвокаты навещают Дэвида Кореша и Стива Шнайдера, чтобы обсудить возможные варианты дальнейших действий. Похоже, что тупиковая ситуация близится к концу, но Кореш по телефону просит Гэри Неснера дать ему возможность написать о Cеми печатях, после чего он и его последователи обещают сдаться. Неснер соглашается, однако Тони Принс и Митч Декер считает это ошибочной тактикой и отстраняют Неснера от участия в операции. Позже Принс и Декер получают от генпрокурора разрешение на использование танков для осады «Маунт Кармел» и применение слезоточивого газа для выманивания членов секты. Предпринятые военные действия не приносят результатов, так как Стив раздает сектантов противогазы, а Кореш размещает свою семью и последователей в бункере. Внезапно внутри комплекса начинается пожар, который постепенно охватывает все деревянные конструкции. Несколько давиданцев, включая Тибоди, сбегают и сдаются властям. 76 человек, оставшихся в горящем комплексе, включая Кореша и детей, погибают. |                                                              |                 |                             |                 |                   |

### Эпилог
Эпилог сериала гласит: «ФБР отрицает применение зажигательных устройств, которые могли привести к пожару. По мнению бюро, здание подожгли сектанты с целью массового самоубийства. В 2000 году министерство юстиции пришло к выводу, что поджог осуществили давидианцы. В отчёте также было отмечено, что ФБР применяло при штурме свето-шумовые гранаты, которые могли вызвать возгорание. Выжившие давидианцы до сих пор настаивают, что массовое самоубийство никто не планировал. За всё время осады переговорщикам ФБР удалось вывести из здания 35 человек. В результате трагедии в Уэйко в огне погибли 76 давидианцев, в их числе — 25 детей».

## Производство

### Разработка
Джон Эрик Даудл и Дрю Даудл изначально задумывали данный проект как полнометражный художественный фильм, однако сценарий в конечном итоге получился объёмом около 150 страниц. Будучи обеспокоенными такой длиной, братья даже уменьшили размер полей в тексте, чтобы сделать сценарий визуально короче и тем самым увеличить свои шансы заинтересовать студию. В конце концов Дрю отказался от мысли о фильме и решил снять мини-сериал, хотя раньше никогда не работал в этом формате. После презентации данного проекта в кинокомпании The Weinstein Company продюсеры согласились с тем, что данной истории лучше подойдет длинный формат.
30 августа 2016 года было объявлено, что Weinstein Television, телевизионное подразделение The Weinstein Company, запускает в разработку мини-сериал, посвященный осаде ранчо секты «Ветвь Давидова» в 1993 году неподалёку от городка Уэйко, Техас. Сообщалось, что Джон Эрик Даудл и Дрю Даудл напишут сценарий, а Джон выступит и в качестве режиссёра. Литературной основой сериал стали две биографические книги: «Место под названием Уэйко», написанная Дэвидом Тибоди, выжившим при осаде сектантом, и «Оттягивая время: моя жизнь в качестве переговорщика ФБР», написанная переговорщиком ФБР Гэри Неснером. Во время пре-продакшна братья Даудл с целью проведения исследований провели неделю в архивах Бэйлорского университета (Техас), где собрана самая большая в мире коллекция материалов, связанных с осадой Уэйко.
26 октября 2016 года было объявлено, что телеканал Spike (ныне — Paramount Network) получил права на трансляцию сериала. 21 апреля 2017 года появилась информация, что к проекту присоединились сценаристы Сальваторе Стэбил и Сара Николь Джонс, в свою очередь режиссёром четырёх эпизодов выступит Джон Эрик Даудл, а ещё двух — Денни Гордон.

### Подбор актёров
Наряду с сообщением о заказе сериала было объявлено, что Майкл Шеннон и Тейлор Китч исполнят роли Гари Неснера и Дэвида Кореша соответственно. 24 марта 2017 года стало известно, что Джон Легуизамо сыграет агента АТО Роберта Родригеса. В том же месяце к основному актёрскому составу присоединились Андреа Райсборо, Рори Калкин, Пол Спаркс и Ши Уигхэм. В апреле 2017 года список основного состава пополнили Мелисса Бенойст и Джулия Гарнер.

### Съёмки
В марте 2017 года появилась информация, что съёмки сериала будут проходить в округе Санта-Фе, штат Нью-Мексико. 10 апреля 2017 года Управление кино штата Нью-Мексико выпустило пресс-релиз, в котором говорилось, что съемки начнутся в середине апреля и продлятся до конца июня.

## Релиз
26 сентября 2017 года компания Paramount выпустила первый трейлер сериала. Премьера второго трейлера состоялась в ноябре.

### Дело Вайнштейна
9 октября 2017 года было объявлено, что из-за обвинений продюсера Харви Вайнштейна в сексуальных домогательствах его имя будет убрано из титров сериала, так же как и упоминание студии Weinstein Company. 15 января 2018 года Кевин Кей, президент Paramount Network, уточнил, что в титрах не появится ни название Weinstein Company, ни её логотип, хотя эта компания занималась производством картины, а Харви Вайнштейн выступал в качестве исполнительного продюсера.

### Премьера
Премьера сериала состоялась 24 января 2018 года в медиа-центре Пейли в Нью-Йорке. На премьере была показана первая серия, а также состоялась дискуссия с актёрами и участниками съёмочной группы, в которой приняли участие Тейлор Китч, Майкл Шеннон, Рори Калкин, Райсборо, Гэри Неснер, Дэвид Тибоди, Джон Эрик Даудл и Дрю Доулд.

## Саундтрек
Компания Sony Classical выпустила альбом с официальным саундтреком сериала, состоящий из 11 оригинальных композиций, написанных Джеффом Руссо и Джорданом Ганье.
| №                   | Название                  | Длительность |
| ------------------- | ------------------------- | ------------ |
| 1.                  | «Waco (Main Title Theme)» | 0:34         |
| 2.                  | «Tear Gas»                | 2:43         |
| 3.                  | «David's Theme»           | 1:48         |
| 4.                  | «Sniper at Ruby Ridge»    | 1:35         |
| 5.                  | «Rachel Dies»             | 2:14         |
| 6.                  | «Incendiary»              | 1:39         |
| 7.                  | «Satellite Response»      | 1:13         |
| 8.                  | «Burning Compound»        | 1:17         |
| 9.                  | «Out for Blood»           | 1:41         |
| 10.                 | «Survivor List»           | 2:33         |
| 11.                 | «McLellan Prison»         | 4:05         |
| Общая длительность: | Общая длительность:       | 21:23        |

## Награды и номинации
| Награда                                 | Категория                                                                     | Номинант(ы)                                                                             | Результат | Прим.         |
| --------------------------------------- | ----------------------------------------------------------------------------- | --------------------------------------------------------------------------------------- | --------- | ------------- |
| Прайм-таймовая премия «Эмми»            | Лучший актёр второго плана в мини-сериале или фильме                          | Джон Легуизамо                                                                          | Номинация | [ 25 ] [ 26 ] |
| Прайм-таймовая творческая премия «Эмми» | Лучший звук в мини-сериале или телефильме                                     | Крейг Манн, Лора Уист и Дэвид Браунлоу (эпизод «Операция „Шоутайм“»)                    | Номинация | [ 25 ] [ 27 ] |
| Прайм-таймовая творческая премия «Эмми» | Лучший звуковой монтаж для мини-сериала, телефильма или специальной программы | Келли Оксфорд, Карен Трист, Митч Бедерман и Брайан Страуб (эпизод «Операция „Шоутайм“») | Номинация | [ 25 ] [ 27 ] |